# Phoenicoprocta astrifera
Phoenicoprocta astrifera là một loài bướm đêm thuộc phân họ Arctiinae, họ Erebidae.